# Gigâncio
Gigâncio (em latim: Gigantius) foi um oficial bizantino do século IV. Nativo da Capadócia, serviu como corretor de Augustâmica antes de 432 e como governador de Pelúsio. Sua severidade na imposição de tributos o fez impopular entre os nativos. Em 431/432, viajou para Constantinopla com o objetivo de conseguir ofícios mais altos, porém seus planos foram frustrados por Isidoro de Pelúsio que enviou uma série de cartas aos altos oficiais da corte imperial solicitando que impedissem que Gigâncio recebesse novas nomeações, exceto para a Capadócia.